# ピアノソナタ第9番 (モーツァルト)
ピアノソナタ ニ長調 K. 311 (284c) は、ヴォルフガング・アマデウス・モーツァルトが1777年に作曲したピアノソナタである。旧モーツァルト全集では第9番、新モーツァルト全集では第8番とされる。

## 概要
同時期に第7番ニ長調 K. 309(284b)も書かれている。母アンナとともにマンハイムやパリを訪れていた時期の作品である。一説には、1774年から1775年にかけてミュンヘン滞在中に作曲途中で放置していたソナタを、この時期になって完成させたともいう。1781年にパリで第7番、第8(9)番イ短調 K. 310(300d) とともに「作品4」として出版された。

## 構成
3楽章からなる。全曲で約16分。
- 第1楽章 アレグロ・コン・スピーリト
ニ長調、4分の4拍子、ソナタ形式。
お使いのブラウザーでは、音声再生がサポートされていません。音声ファイルをダウンロードをお試しください。
- 第2楽章 アンダンテ・コン・エスプレッシオーネ
ト長調、4分の2拍子、ロンド形式（または展開部を欠くソナタ形式）。
お使いのブラウザーでは、音声再生がサポートされていません。音声ファイルをダウンロードをお試しください。
- 第3楽章 ロンドー：アレグロ　
ニ長調、8分の6拍子、ロンドソナタ形式。
お使いのブラウザーでは、音声再生がサポートされていません。音声ファイルをダウンロードをお試しください。